# NGC 18

NGC 18

إن جي سي 18 أو NGC 18 هي مجرة في كوكبة الفرس الأعظم اكتشف في 15 أكتوبر 1866.